# El Matareya (Caïro)

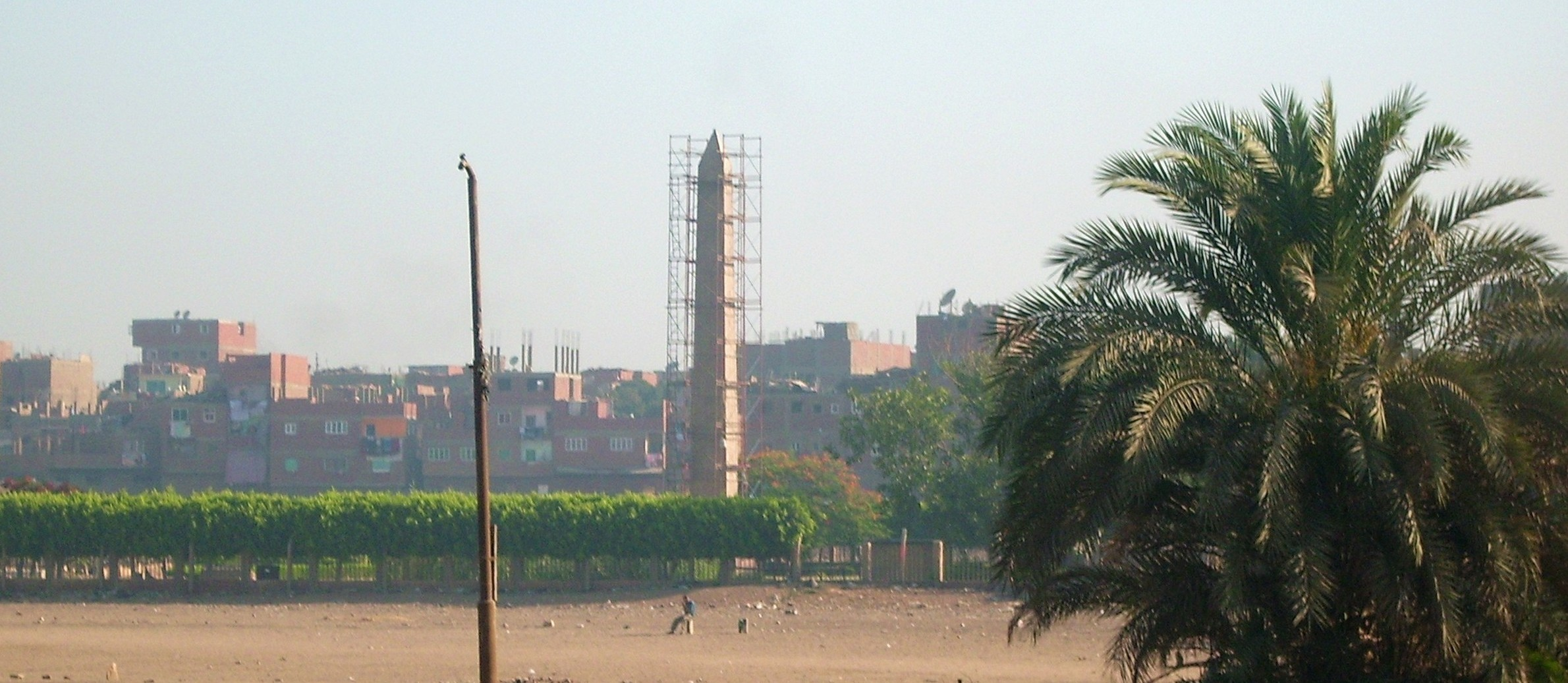
Straatbeeld in El Matareya

El Matareya (Arabisch: المطرية) is een district aan de noordkant van Caïro, ten oosten van de Nijl, in Egypte. Het district staat los van de kustplaats in het gouvernement Dakahlia, ook wel El Matareya genoemd. De locatie van het district maakte deel uit van de oude stad Heliopolis. De naam "El Matareya" zou afkomstig zijn van het Latijnse woord Mater wat "moeder" betekent, en komt van de aanwezigheid van de "Boom van de Maagd Maria" in dit district.

## Geschiedenis
De locatie van het district El Matareya en het nabijgelegen district Ain Shams maken onderdeel uit van het oude Heliopolis, een Oud-Egyptische stad. In het district bevinden zich archeologische vindplaatsen uit die periode, waaronder de rode granieten obelisk van Senoeseret I. Tijdens de Romeinse tijd behoorde Heliopolis tot de provincie Augustamnica. Volgens een legende hebben Jozef en Maria met het kindje Jezus hier geschuild onder een boom, die bekend staat als de "Boom van de Maagd Maria".
De Franse natuuronderzoeker Pierre Belon vermeldt een bezoek aan El Matareya tijdens zijn reis naar Egypte in 1547. In de plaats El Matareya stonden ooit villa's van vooraanstaande mensen. De beroemde Egyptische dichter Ahmed Shawqi woonde hier in een villa die hij "Karmet Ibn Hani" of "Ibn Hani's Wijngaard" (Arabisch: كرمة ابن هانىء) noemde, vlak bij het paleis van de kedive Abbas II in Saray El-Qobba. Hier woonde hij tot aan zijn verbanning uit Egypte tijdens de Eerste Wereldoorlog.
In de buurt van de stad bevond zich een ommuurde plantage waar balsembomen (Commiphora opobalsamum) gekweekt werden. Van deze bomen werd een geurige balsemhars verkregen, waaruit de "Balsem van Maṭariyya" bereid werd. Deze balsem werd tijdens de middeleeuwen op grote schaal in de geneeskunde gebruikt.

## Boom van de Maagd Maria
Volgens een christelijke legende zocht de Heilige Familie haar toevlucht onder een vijgenboom in deze plaats, die nu bekend staat als de boom van de Maagd Maria. De plaats waar de boom staat is al eeuwenlang een bedevaartsoord voor Koptische christenen, die er komen bidden of de boom aanraken, in de overtuiging dat het ziekten zal genezen. Volgens de lokale overtuiging stopten de Maagd Maria en Sint-Jozef in El Matareya (toen een klein dorp) toen ze naar Egypte vluchtten. Maria leunde tegen de boom en er ontsprong een waterbron in de buurt zodat Maria het kindje Jezus kon wassen.

## Galerij

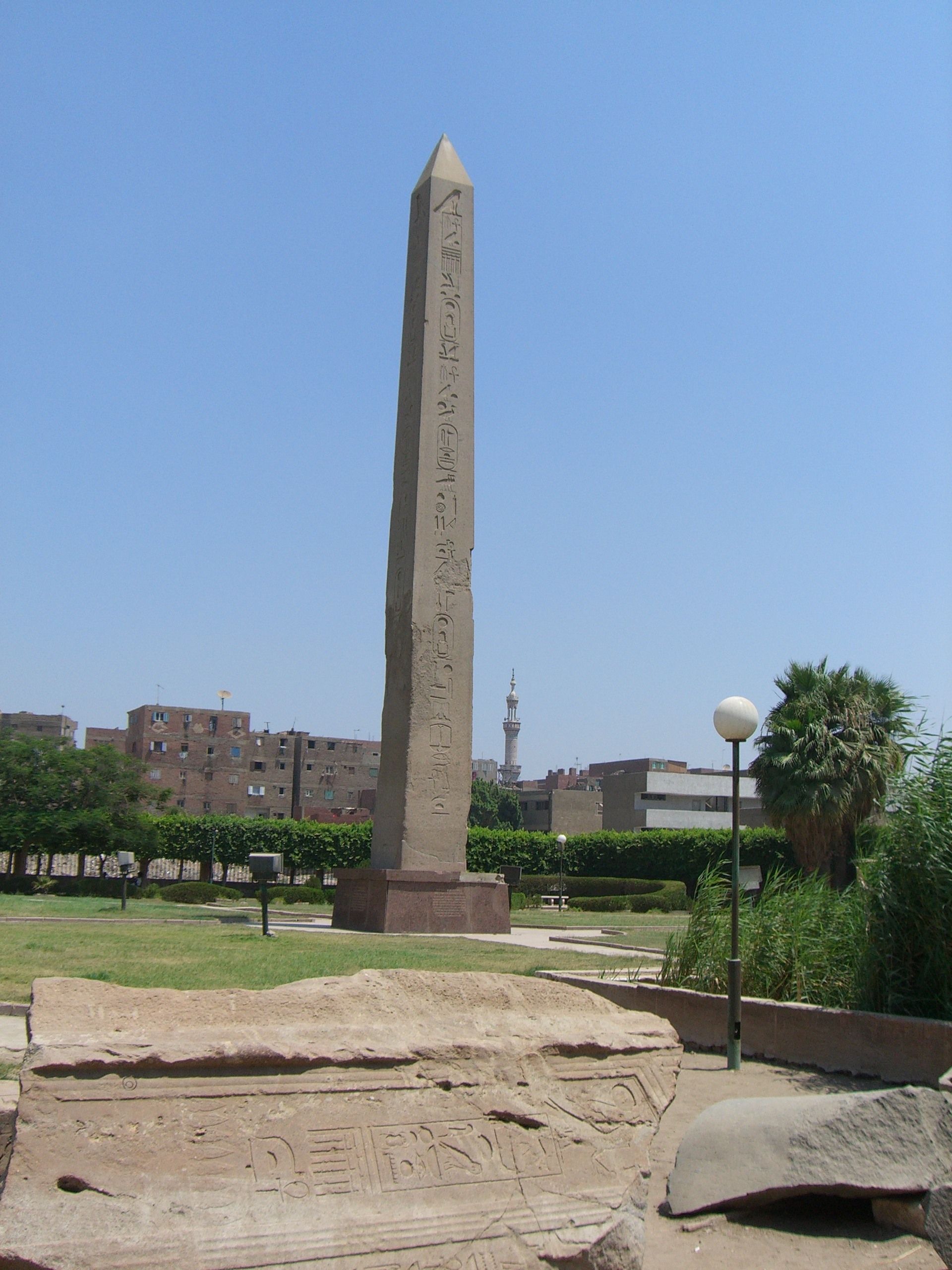
Obilisk van Senoeseret I
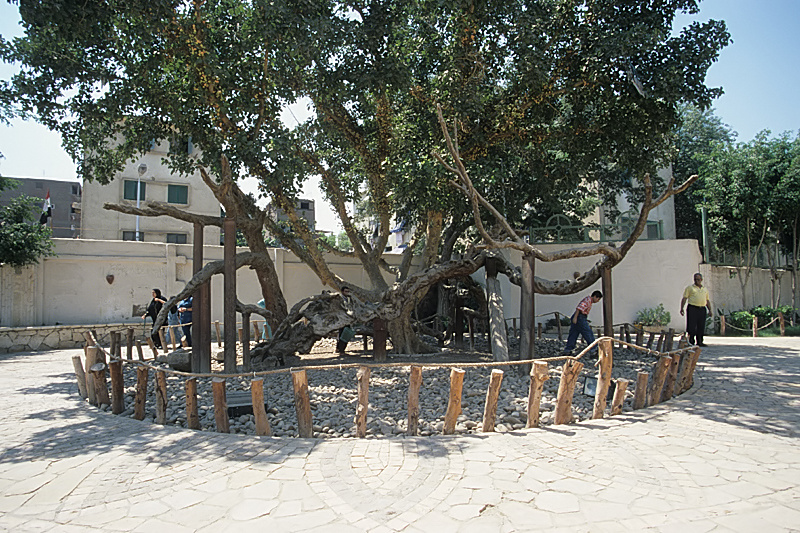
Boom van de Heilige Maagd